# Aríktakh
Aríktakh (en rus: Арыктах) és un poble de la República de Sakhà, a Rússia, segons el cens del 2021 tenia 342 habitants. Pertany al districte de Sangar.